# گیوم کولته

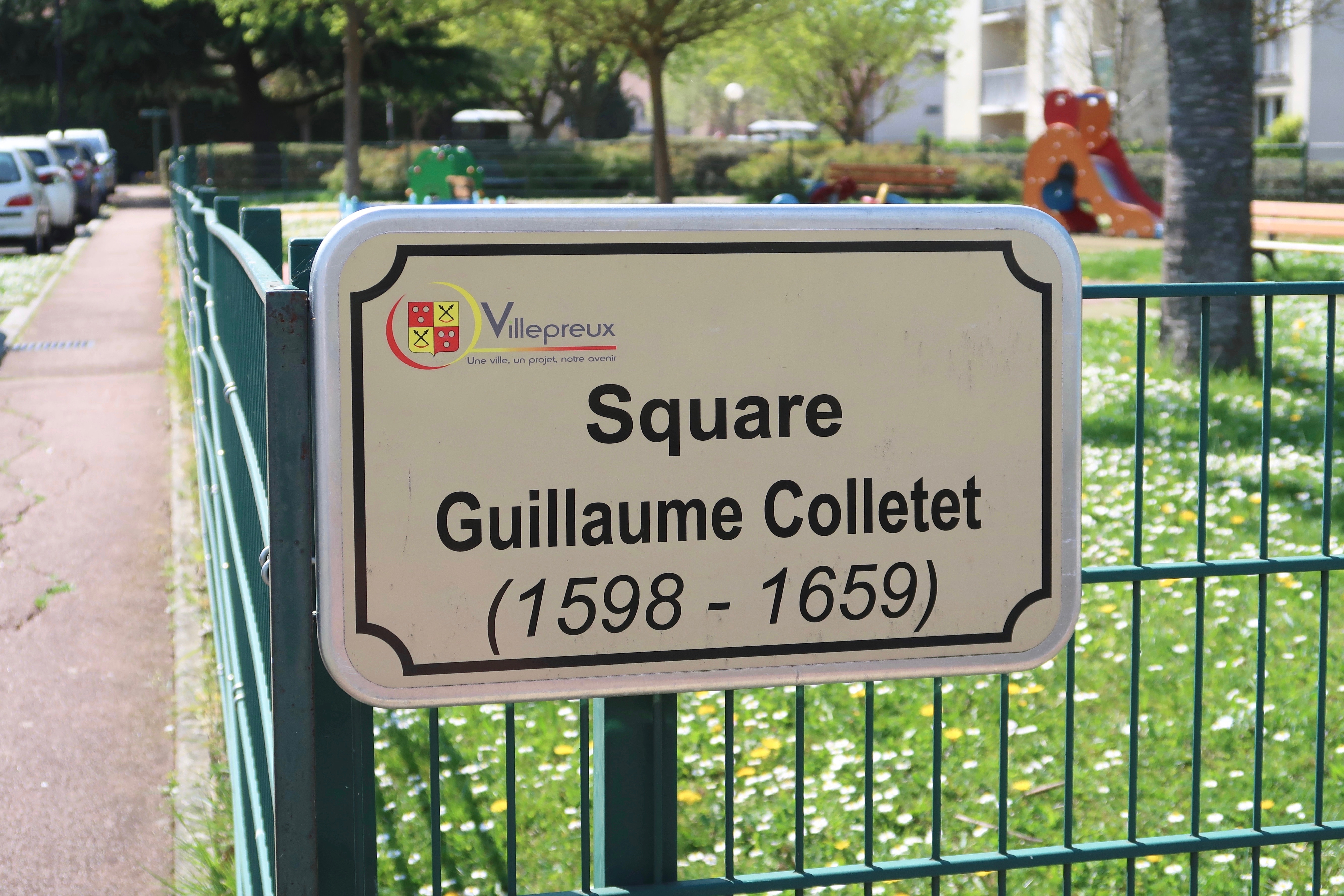
میدانی به نام این شاعر

گیوم کولته (به فرانسوی: Guillaume Colletet) شاعر قرن شانزدهم میلادی اهل فرانسه است.